# Ophiozonella insularia
Ophiozonella insularia is een slangster uit de familie Ophiolepididae.
De wetenschappelijke naam van de soort werd in 1868 gepubliceerd door Theodore Lyman.